# Melodieinstrument
Ein Melodieinstrument ist ein Musikinstrument, das hauptsächlich zum Spielen von Melodien eingesetzt wird. Die Zuordnung eines Instrumentes zu den Melodieinstrumenten hängt in erster Linie davon ab, ob es nach Bauweise und gängiger Spieltechnik nur zum Spielen von Einzeltönen geeignet ist oder auch zum Spielen von Harmonien (Akkorden, wie z. B. die Gitarre oder die Geige), wobei es sich dann um ein Harmonieinstrument handelt.
Typische Melodieinstrumente sind so gut wie alle Blasinstrumente der mittleren bis hohen Lage (Trompete, Flöte, Oboe, Klarinette etc. außer Mundharmonika), Violine, Viola und Violoncello, wobei Letzteres besonders im Barock als Generalbassinstrument eingesetzt wurde.
Man kann aber durchaus auch ein typisches Harmonieinstrument, z. B. Klavier oder Gitarre, als Melodieinstrument einsetzen.
Melodieinstrumente liegen im mittleren Frequenzbereich, d. h., sie klingen normal bis hoch.
Obwohl es sich streng genommen bei den tiefer klingenden Instrumenten wie Kontrabass, Fagott, Tuba etc. ebenfalls um Melodieinstrumente handelt, da die gängige Spielweise meist im Erzeugen von Tonfortschreitungen (also Melodien) besteht, werden sie eher als Bassinstrumente bezeichnet.